# Tunduru
Tunduru är ett av fem distrikt i regionen Ruvuma i Tanzania. Distriktet angränsar till Lindi i norr, Mtwara i öst, Moçambique i söder och distriktet Nantumbo i väst. Distriktet har, enligt 2002 års folkräkning, 247 976 invånare.

## Ward
Tunduru är indelat i 24 ward, även kallade shehia:
- Kalulu
- Kidodoma
- Ligoma
- Ligunga
- Lukumbule
- Marumba
- Matemanga
- Mbesa
- Mchesi
- Mchoteka
- Mindu
- Misechela
- Mlingoti Magharibi (väst)
- Mlingoti Mashariki (öst)
- Mtina
- Muhuwesi
- Nakapanya
- Nalasi
- Namasakata
- Nampungu
- Namwinyu
- Nandembo
- Ngapa
- Tuwemacho